# Shōchū (alkohol)

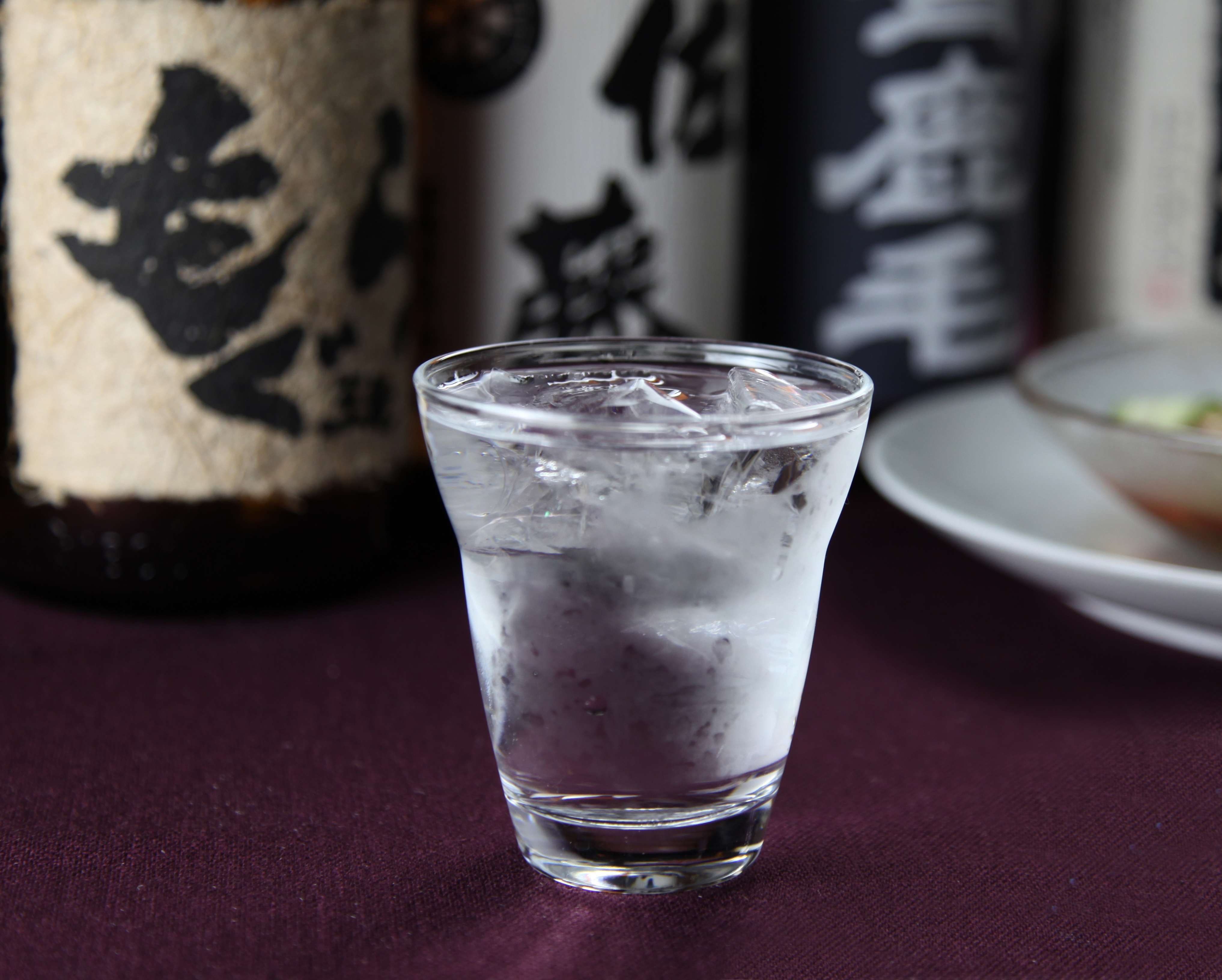
Szklanka shōchū

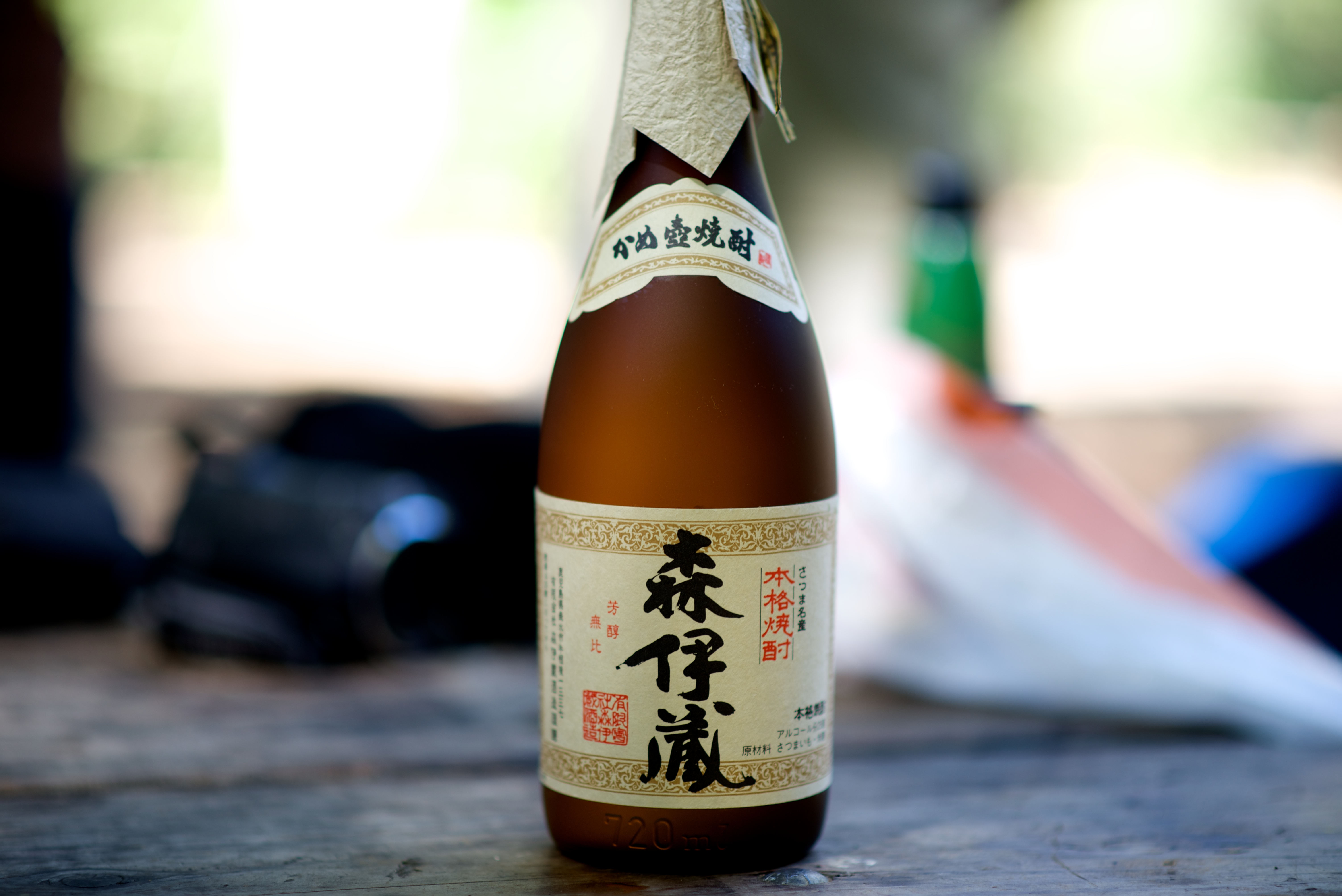
Shōchū w butelce

Shōchū (jap. 焼酎 shōchū) – wódka japońska, może być produkowana z batatów, ziemniaków, ryżu, jęczmienia, gryki, prosa lub kukurydzy. Zgodnie z prawem japońskim zawartość alkoholu nie powinna przekraczać 36%, ale niekiedy osiąga ona 45%.

## Historia
Shōchū trafiła do Japonii prawdopodobnie w XV w. z Chin, Korei lub Tajlandii, wraz z technologią destylacji.
Shōchū w dużym stopniu spopularyzował jeden z najbardziej długowiecznych Japończyków, Shigechiyo Izumi (1865–1986), wpisany do Księgi Rekordów Guinnessa. Pytany o przyczyny osiągnięcia tak sędziwego wieku, podkreślał on znaczenie shōchū w swoim życiu, mawiając, że „wolałby umrzeć niż zrezygnować z picia”.

## Serwowanie
Zazwyczaj shōchū podaje się zmieszaną z gorącą wodą, yuwari (jap. 湯割り) w proporcjach pół na pół (go-go-wari) lub z nieco większą ilością wody (roku-yon-wari, dosł. "w proporcji sześć na cztery"). Bywa również podawana z lodem (on the rocks) lub w formie popularnego koktajlu chūhai (jap. 酎ハイ) z wodą sodową i syropami owocowymi o różnych smakach, podawanego z cytryną i lodem w wysokich szklankach koktajlowych (typu highball). Zakąską do shochu są zazwyczaj cierpkie marynowane morelki umeboshi.
Istotna jest kolejność nalewania. Dodanie wody do shōchū zaostrza jej smak, podczas gdy odwrotna kolejność, łagodzi trunek i wzmacnia wrażenie słodyczy.